# Lindholmemydidae
Famille
Les Lindholmemydidae sont une famille fossile de tortues de la super-famille des Testudinoidea.

## Classification
La famille des Lindholmemydidae est décrite en 1970 par le paléontologue et herpétologiste russe Vyacheslav Mikhaylovich Chkhikvadze (d) (1940-2019),,.

### Fossiles
Selon Paleobiology Database en 2023, le nombre de fossiles est de cinquante-neuf collections pour soixante-douze occurrences.
Ces fossiles se répartissent en :
- Éocène, une collection de Mongolie ;
- Paléocène, quatre collections de Chine et quatre de Mongolie ;
- Crétacé, quatre collections de Chine, deux du Kazakhstan, trente-trois de Mongolie, une de Russie, deux du Tadjikistan, huit de l'Ouzbékistan.

## Liste des genres
Selon Paleobiology Database (26 janvier 2024) :
- †Amuremys Danilov et al., 2002
- †Elkemys Chkhikvadze, 1976
- †Gravemys Sukhanov & Narmandakh, 1983
- †Hokouchelys Yeh, 1974
- †Hongilemys Sukhanov & Narmandakh, 2006
- †Khodzhakulemys Danilov, 1999
- †Lindholmemys Riabinin, 1935
- †Mongolemys Khosatzky & Mlynarski, 1971
- †Paragravemys Sukhanov et al., 1999
- †Paramongolemys Danilov & Sukhanov, 2013[4]
- †Shandongemys Li et al., 2013[5]
- †Tsaotanemys Bohlin, 1953